# Дін Фен
Дін Фен  (кит.: 丁 峰, 19 березня 1987) — китайський стрілець, олімпійський медаліст.

## Виступи на Олімпіадах
| Олімпіада   | Дисципліна                     | Місце |
| ----------- | ------------------------------ | ----- |
| Лондон 2012 | швидкострільний пістолет, 25 м | 3     |